# Familia imperial japonesa
La familia imperial de Japón (皇室 kōshitsu?) se compone de los miembros de la familia del actual emperador del Japón que cumple con sus obligaciones oficiales y participa en actos públicos. En la Constitución de Japón, el emperador es el símbolo de la nación nipona y de la unidad del pueblo. Los demás miembros de la familia imperial cumplen con sus obligaciones ceremoniales y sociales, pero no intervienen en asuntos gubernamentales.       
La dinastía japonesa es la monarquía hereditaria continua más antigua del planeta, siendo conocida como la dinastía Yamato. La casa imperial japonesa reconoce la legitimidad de los ciento veinticinco monarcas que se han sucedido desde el ascenso del emperador Jinmu, (cuya fecha tradicional es la del 11 de febrero de 660 a. C.) hasta llegar al actual emperador, Naruhito. La mayoría de los historiadores opinan que los catorce primeros emperadores más que reales son personajes legendarios, desde el emperador Jinmu hasta el emperador Chuai.

## Miembros actuales de la familia imperial
La ley de la casa imperial de 1947 define a la familia imperial como: el emperador (皇后 kōgō?), la viuda del emperador (皇太后 kōtaigō?), la gran emperatriz viuda (太皇太后 tai-kōtaigō?), el príncipe heredero (皇太子 kōtaishi?) y su consorte, el nieto imperial (皇太孫 kōtaison?) que figura el primero en la línea de sucesión, y su consorte, los shinno (親王 shinnō?) y sus consortes, las naishinno (内親王 naishinnō?), el o (王 ō?) y sus consortes, y las nyo (女王 nyoō?). Los hijos legítimos del emperador y la línea de sus nietos varones legítimos se llaman shinnō (príncipes imperiales) en el caso de los varones y naishinnō (princesas imperiales) en el caso de las niñas. Los descendientes más lejanos en la línea de sucesión son ō (príncipes) o nyoō (princesas). 
Tras la retirada de once familias de la casa imperial en octubre de 1947, la pertenencia oficial de la familia imperial se ha limitado a la línea de sucesión de varones descendientes del emperador Taishō, lo que excluye a las mujeres casadas con varones no pertenecientes a la familia imperial y a sus descendientes. En la actualidad la familia imperial se compone de dieciséis miembros (sus nombres aparecen entre paréntesis): 
- El emperador emérito Akihito, nacido en el Palacio Imperial en Tokio el 23 de diciembre de 1933, es el primer hijo varón, tras sus cinco hermanas mayores, del Shōwa (Hirohito) y de la emperatriz Kōjun (Nagako). Se casó el 10 de abril de 1959 con Su Majestad Imperial la emperatriz Michiko.
- La emperatriz Michiko, cuyo nombre de soltera era Michiko Shoda, nació en Tokio el 20 de octubre de 1934, era la hija mayor de Hidesaburo Shoda, el ya fallecido presidente honorario de la empresa harinera Nisshin. El emperador Akihito sucedió a su padre el 7 de enero de 1989 y abdicó el 30 de abril de 2019.

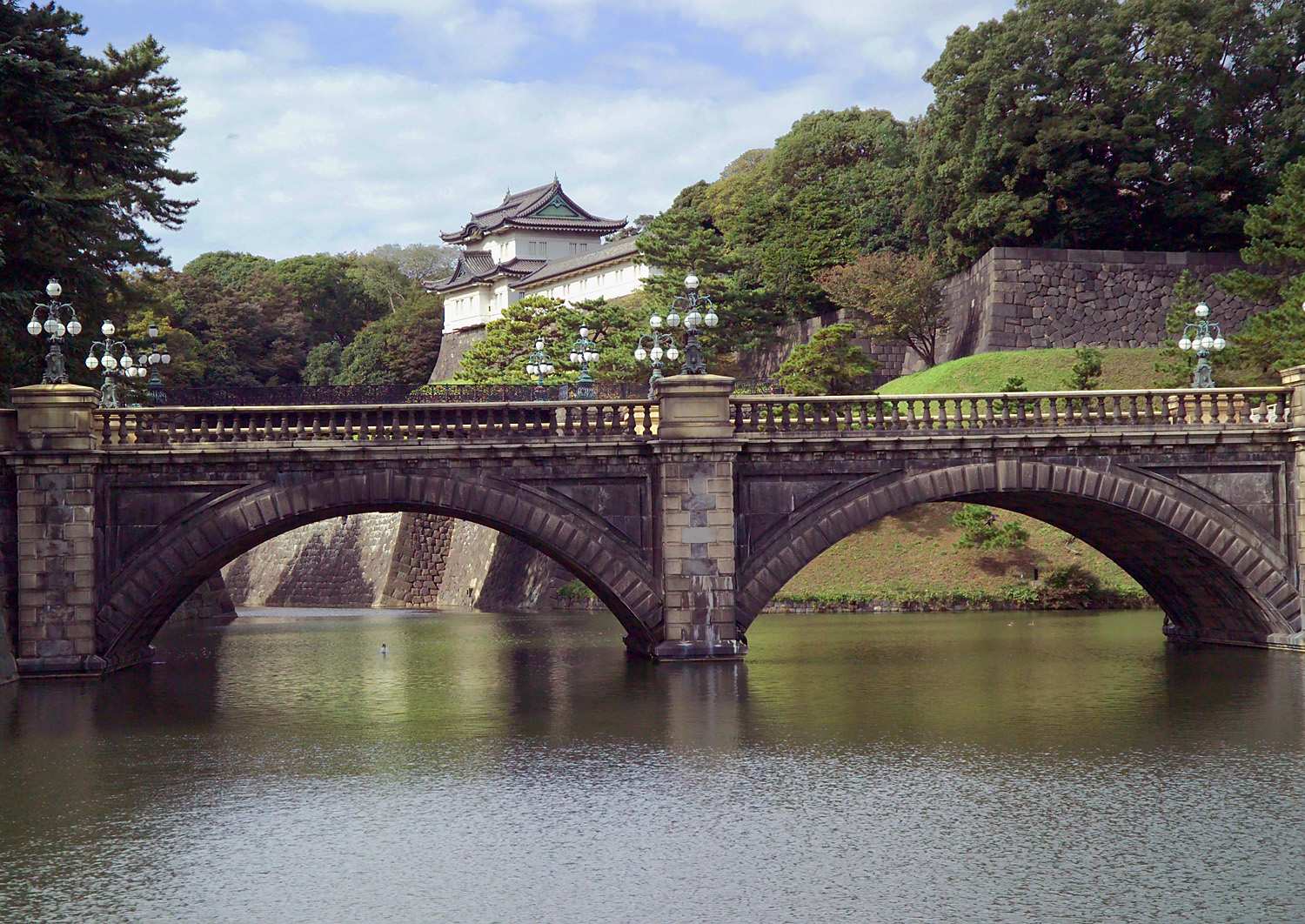
Palacio Imperial.

- El emperador Naruhito, primogénito de los anteriores emperadores, nació en el Palacio Imperial en Tokio el 23 de febrero de 1960. Se convirtió en príncipe heredero cuando su padre ascendió al trono. El entonces príncipe Heredero Naruhito contrajo matrimonio el 9 de junio de 1993 con Masako Owada. El emperador Naruhito sucedió a su padre el 1 de mayo de 2019.
- La emperatriz Masako, nació el 9 de diciembre de 1963 y es la hija mayor de Hisashi Owada, exministro de Asuntos Exteriores y exrepresentante de Japón ante las Naciones Unidas. Los emperadores tienen una hija, la princesa Aiko.
- La princesa Aiko de Toshi, nació el 1 de diciembre de 2001 y que ostenta el título de infancia Toshi (Toshi-no-miya).
- El príncipe Akishino (Fumihito), es el segundo hijo del anterior emperador Akihito, nacido el 30 de noviembre de 1965. Su título de infancia fue el de príncipe Aya (Aya-no-miya). Recibió el título de príncipe Akishino (Akishino-no-miya) y permiso para iniciar una nueva rama de la familia imperial tras su matrimonio con Kiko Kawashima el 29 de junio de 1990.
- La princesa Akishino (Kiko) nació el 11 de septiembre de 1966, es hija del Dr. Tatsuhiko Kawashima, profesor de económicas en la Universidad de Gakushuin. El príncipe y la princesa Akishino tienen dos hijos miembros de la familia imperial.
- La princesa Kako, nacida el 29 de diciembre de 1994.
- El príncipe Hisahito, nacido el 6 de septiembre de 2006.
- El príncipe Hitachi (Masahito) nació el 28 de noviembre de 1935, es el séptimo hijo (segundo varón) del emperador Showa (Hirohito) y de la (Nagako). Su título de infancia fue príncipe Yoshi (Yoshi-no-miya). Recibió el título de príncipe Hitachi (Hitachi-no-miya) y permiso para comenzar una nueva rama de la familia imperial el 1 de octubre de 1961, al día siguiente de su boda.
- La princesa Hitachi (Hanako), nació el 19 de julio de 1940, es la hija del difunto y antiguo Conde Yoshitaka Tsugaru. El príncipe y la princesa Hitachi no tienen hijos.
- La princesa Nobuko, de soltera Aso (nació 9 de abril de 1955), casada el 7 de noviembre de 1980 con el difunto principe Tomohito de Mikasa, nació el 5 de enero de 1946 y fallecido el 6 de junio de 2012. Esta pareja imperial dio a luz a dos hijas que se explican a continuación.
- La princesa Akiko, nació el 20 de diciembre de 1981.
- La princesa Yoko, nació el 25 de octubre de 1983.
- La princesa Takamado (Hisako) es la viuda del príncipe Takamado (Norihito), nacido el 29 de diciembre de 1954, fallecido el 21 de noviembre de 2002, que era el tercer hijo del príncipe y de la princesa Mikasa y primo del emperador Akihito. La princesa Hisako nació el 10 de julio de 1953, hija de Shigejiro Tottori. Se casó con el príncipe el 6 de diciembre de 1981. Originalmente conocido como príncipe Norihito de Mikasa, recibió el título de príncipe Takamado (Takamado-no-miya) y el permiso para comenzar una nueva rama de la familia imperial el 1 de diciembre de 1981. La princesa Takamado tiene tres hijas, la mayor de las cuales forma parte de la familia imperial, que se explica a continuación.
- La princesa Tsuguko, nacida el 8 de marzo de 1986.

## Antiguos miembros con vida de la familia imperial
Según lo establecido en la ley de la casa imperial de 1947 las naishinnō (princesas imperiales) y las nyoō (princesas) pierden sus títulos y su pertenencia a la familia imperial en el momento que contraen matrimonio a menos que se casen con el emperador o con otro miembro de la familia imperial. Tres de las cinco hijas del emperador Shōwa, dos de las hijas del príncipe Mikasa, la unigénita del emperador Akihito, dos de las hijas del príncipe Takamado y más recientemente la hija mayor del príncipe Akishino abandonaron la familia imperial al casarse, adoptando los apellidos de sus esposos. 
La hija mayor del emperador Shōwa se casó con el hijo mayor del príncipe Higashikuni Naruhiko en 1943. La familia Higashikuni perdió su estatus imperial junto a las otras ramas colaterales de la Casa Imperial en octubre de 1947. Las antiguas princesas imperiales que aún viven son (los nombres entre paréntesis son sus nombres de nacimiento): 
- Atsuko Ikeda (Atsuko de Yori), nacida el 7 de marzo de 1931, cuarta hija del emperador Shōwa y la hermana mayor aún viva del emperador Akihito. Se casó con Takamasa Ikeda, un hijo de un marqués abolido y el diretor de un zoólogico.
- Takako Shimazu (Takako de Suga), nacida el 2 de marzo de 1939, quinta y última hija del emperador Shōwa y hermana menor del emperador Akihito. Se casó con Tadahisa Shimazu, un hijo de un conde abolido y un analista en Japan Export-Import Bank.
- Yasuko Konoe (Yasuko de Mikasa), nacida el 26 de abril de 1944, hija mayor del príncipe y de la princesa Mikasa.
- Masako Sen (Masako de Mikasa), nacida el 23 de octubre en 1951, cuarta hija del príncipe y de la princesa Mikasa.
- Sayako Kuroda (Sayako de Nori), nacida el 18 de abril de 1969, tercera hija del emperador Akihito y de la emperatriz Michiko.
- Noriko Senge (Noriko de Takamado), nacida el 21 de julio de 1988, segunda hija de los príncipes Takamado.
- Ayako Moriya (Ayako de Takamado), nacida el 15 de septiembre de 1990, tercera hija de los príncipes Takamado.
- Mako Komuro (Mako de Akishino), nacida el 23 de octubre de 1991, primera hija de los príncipes Akishino.

Además de estas antiguas princesas, también hay varias personas de ascendencia imperial en ocho de las once ramas de cadetes de la dinastía (Asaka, Fushimi, Higashifushimi, Higashikuni, Kan'in, Kaya, Kitashirakawa, Kuni, Nashimoto, Takeda y Yamashina) que abandonó la familia imperial en octubre de 1947. La rama colateral de Nashimoto se extinguió en la línea masculina en 1951, seguida de las ramas de Yamashina y Kan'in en 1987 y 1988. La hija mayor del Emperador Shōwa, Shigeko Higashikuni, y su tercera hija Kazuko Takatsukasa fallecieron en 1961 y 1989, respectivamente.

## Sucesión
Véase también Emperador del Japón: Sucesión.

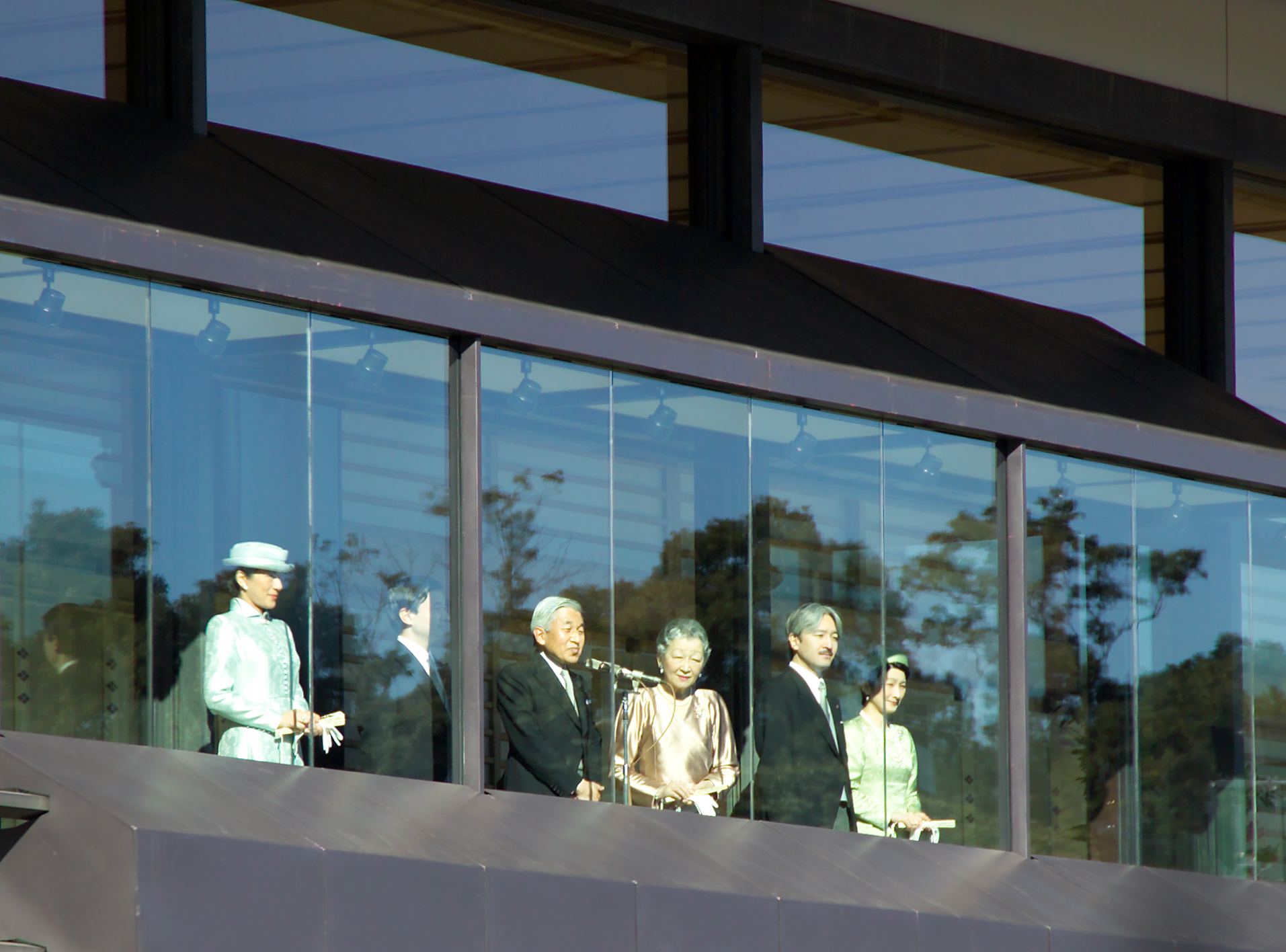
El Emperador se dirige a su público el día de su cumpleaños en 2005. A su izquierda (la derecha de la foto) está la Emperatriz, a su derecha (la izquierda de la foto) el príncipe Heredero.

Históricamente, la sucesión al Trono del Crisantemo se ha producido según la línea sucesoria de varones de linaje imperial. El clan imperial incluía líneas colaterales especialmente shinnōke (Casas de príncipes). La mayoría de las ramas se redujeron en 1947.
Antes de la Restauración Meiji, Japón tenía ocho tennō o emperatrices reinantes, todas ellas hijas de la línea masculina del Imperio. Ninguna ascendía como esposa o viuda del emperador. Ninguna de ellas se casaba o tenía hijos tras ascender al trono. 
El Artículo 2 de la Constitución del Japón establece que "el trono imperial ha de ser dinástico y sucesorio de acuerdo con la ley de la casa imperial aprobada por la Dieta". La ley de la casa imperial del 16 de febrero de 1947, aprobada en la sesión noventa y dos de la Dieta imperial mantenía la exclusión de las mujeres que ya aparecía en la ley de 1889. El gobierno del primer ministro Yoshida Shigeru se apresuró e improvisó con la legislación para que la ley de la casa imperial fuese conforme con la Constitución del Japón escrita por los estadounidenses que entró en vigor en mayo de 1947. En un esfuerzo por controlar el tamaño de la familia imperial, la ley estipula que solo los miembros varones legítimos en la línea de sucesión masculina pueden ser emperadores; que las princesas imperiales y las princesas perdían su estatus imperial al casarse con alguien externo a la Familia y que ni el emperador, ni los miembros de la familia imperial podían adoptar niños. 
Hubo una potencial crisis de sucesión ya que no había nacido ningún varón en la familia imperial desde el nacimiento del príncipe Akishino en 1965. Tras el nacimiento de la princesa Aiko, surgió el debate público sobre la enmienda de la ley de la casa imperial para permitir la sucesión al trono de mujeres. En enero del 2005, el primer ministro Koizumi Jun'ichirō nombró a un grupo de expertos compuesto de jueces, catedráticos y funcionarios para que estudiasen los posibles cambios en la ley de la casa imperial y aconsejasen al respecto al gobierno. El 25 de octubre de 2005, la comisión recomendó reformar la ley para permitir que las mujeres de la línea sucesoria masculina pudiesen acceder al trono. Existe un amplio apoyo popular para que se produzca dicho cambio. Sin embargo con el anuncio del embarazo de la princesa Kiko (esposa del príncipe Akishino), esta iniciativa de reforma, dio marcha atrás y el debate sucesorio pareció terminar cuando, el 6 de septiembre de 2006, dicha princesa dio a luz a un hijo varón, llamado príncipe Hisahito, que actualmente es el segundo en la línea de sucesión al trono.

## Actual orden de sucesión
- Emperador Shōwa (1901-1989)
  -  Emperador emérito Akihito (n. 1933)
    -  Emperador Naruhito (n. 1960)
    - (1) Príncipe Akishino (n. 1965), hermano del actual emperador. 
      - (2) Príncipe Hisahito de Akishino (n. 2006), primer hijo varón del príncipe Akishino.

  - (3) Príncipe Hitachi (n. 1935), tío del actual emperador.

## Historia de los títulos

Retratos familiares de la realeza del, el emperador Meiji en el arte, el emperador Mutsuhito en 1900, el emperador Taishō en el arte, la emperatriz Haruko en 1900, la emperatriz Shōken en el arte, la familia imperial japonesa en 1900, retratos de mujeres con coronas, Torajirō Kasai, Yoshihito, príncipe heredero de Japón en 1900

Ō (王) es un título (normalmente se traduce como príncipe) que se da a los miembros varones de la familia imperial japonesa que no tienen el título de shinnō. El equivalente femenino es nyoō (女王). Ō también puede traducirse como "rey". El origen de este doble sentido se debe a una copia del sistema nobiliario chino. Al contrario que en China, ō se utilizaba solamente para miembros de la familia imperial. Resulta interesante observar que "reina" es joō, utilizando los mismos caracteres que nyoō.
Históricamente, cualquier miembro varón de la familia imperial recibía el título de ō por defecto, que junto a shinnō (親王; literalmente familia-príncipe) y su equivalente femenino naishinnō (内親王; literalmente interno familia-príncipe) eran dos títulos especiales concedidos por el emperador. Tras la Restauración Meiji, las diferencias entre ō y shinnō mutaron. Un shinnō o un naishinnō era un miembro legítimo de la Familia Imperial descendiente de un emperador hasta llegar al bisnieto. El término "Familia Imperial legítima" excluye a cualquiera que no está unido a la misma por línea directa de varones así como los descendientes de quienes renunciasen a pertenecer o se les expulsase de la Familia Imperial. Shinnō también incluía a los representantes de los shinnōke. Un supuesto de la ley, que nunca se ha aplicado, estipulaba que si el representante de un shinnōke sucedía al trono del Crisantemo, entonces sus hermanos adquirirían el título de shinnō, al igual que sus descendientes. El emperador podía específicamente conceder el título de shinnō a cualquier ō.
En 1947, se cambió la ley de modo que el título de shinnō solo se aplicaba a los nietos varones de un emperador. También se redujo la Familia Imperial al eliminarse los títulos de ōke y shinnōke. Al consorte de un ō o de un shinnō se le añade el sufijo -hi (妃) a ō o a shinnō.
En 2017, el Parlamento japonés ha decidido debatir una reforma para que las mujeres de la familia imperial puedan crear nuevas ramas de sucesión. La actual línea de sucesión al trono del emperador Akihito establece a su primogénito, el príncipe Naruhito, como heredero a la corona. Pero este no tiene hijos varones, por lo que la línea de sucesión continuaría en su hermano Akishino. Ahora Japón debatirá si la hija del heredero al trono del Crisantemo, la princesa Aiko, puede continuar la línea directa de sucesión, aunque se case con un plebeyo. Su futuro marido pasaría entonces a formar parte de la nobleza japonesa. El estatuto sobre las princesas en Japón sigue negando a las mujeres el acceso al trono, pero con esta reforma sus hijos varones sí podrían hacerlo. Algo que la ley actual prohíbe. El Partido Democrático Liberal de Japón, de carácter conservador y al que pertenece el actual primer ministro Abe, se ha mostrado muy reacio a debatir esta reforma. Pero la situación requiere de urgencia ante el futuro matrimonio de las princesas.

## Términos relacionados
- Emperador de Japón
- Shinnōke
- Ōke

### Shinnōke
- Fushimi
- Katsura (extinto)
- Arisugawa (extinto)
- Kan'in (extinto)

### Ōke
- Nashimoto
- Kuni
- Yamashina (extinto)
- Kachō or Kwachō (extinto)
- Kitashirakawa
- Higashifushimi (extinto)
- Kaya
- Asaka
- Higashikuni
- Takeda